# Barra do Ribeiro (ort)
Barra do Ribeiro är en ort i Brasilien.   Den ligger i kommunen Barra do Ribeiro och delstaten Rio Grande do Sul, i den södra delen av landet, 1 600 km söder om huvudstaden Brasília. Barra do Ribeiro ligger 8 meter över havet och antalet invånare är 11 478.
Terrängen runt Barra do Ribeiro är platt. Havet är nära Barra do Ribeiro åt nordost. Närmaste större samhälle är Guaíba, 19,8 km norr om Barra do Ribeiro. 
Trakten runt Barra do Ribeiro består till största delen av jordbruksmark. Runt Barra do Ribeiro är det glesbefolkat, med 18 invånare per kvadratkilometer.